# Лексингтонское водохранилище
Лексингтонское водохранилище (англ. Lexington Reservoir) — водохранилище на ручье Лос-Гатос, Калифорния, США, недалеко от города Лос-Гатос. Является третьим крупным водоёмом, созданным в пределах округа Санта-Круз. Входит в состав водного района Санта-Клара и обеспечивает водой Кремниевую долину. Площадь поверхности — 1,8 км². Объём воды — 26,430 км³. Площадь водосборного бассейна — 72 км².

## Расположение
Водохранилище находится в предгорьях гор Санта-Круз, на высоте 197 метров.
Шоссе-17 проходит вдоль западного края плотины и над частью водохранилища. Дорога Алма-Бридж-роуд (Limekiln Canyon Road) проходит вокруг восточной стороны, соединяясь с HWY 17 у северной части, и снова у южной части через другие улицы.
Водохранилище находится в парке округа Лексингтон-Резервуар, который включает пешеходные тропы на холмах с видом на водохранилище и Кремниевую долину. Тропа Лос-Гатос-Крик начинается у плотины и продолжается вниз по течению вдоль каньона ручья.

## История
Плотина Джеймса Дж. Ленихана — земляная, высотой 59 метров и толщиной 300 метров. Проблемы с водой появились в 1943 году: после того, как фруктовые сады в округе начали расширяться и потребление её увеличилось, местные колодцы стали высыхать. Поэтому основной целью постройки плотины было обеспечение подъёма уровня грунтовых вод. Строительство плотины началось весной 1952 года и осенью того же года закончилось.

## Галерея

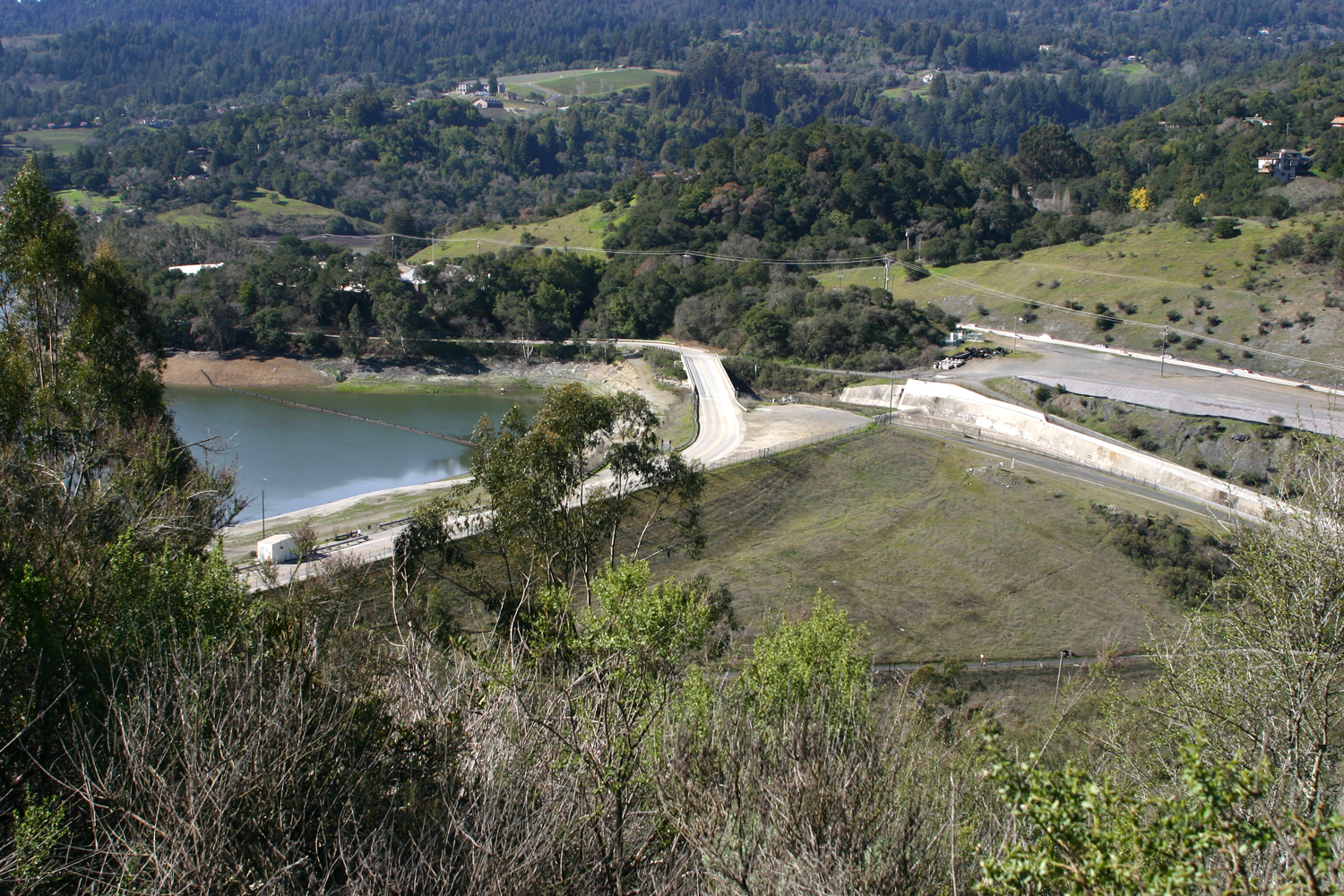
Общий вид
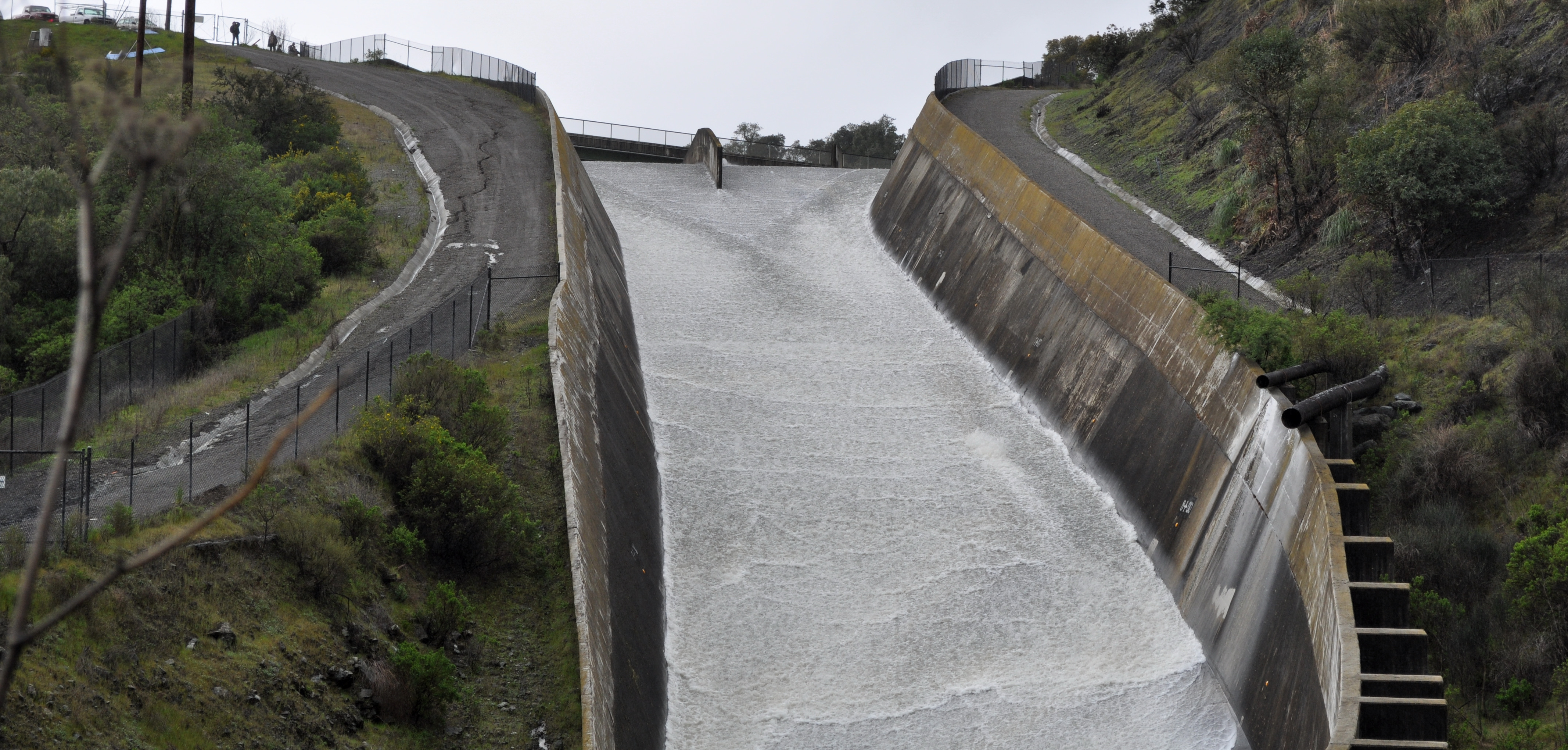
Водосброс и плотина Джеймса Дж. Ленихана
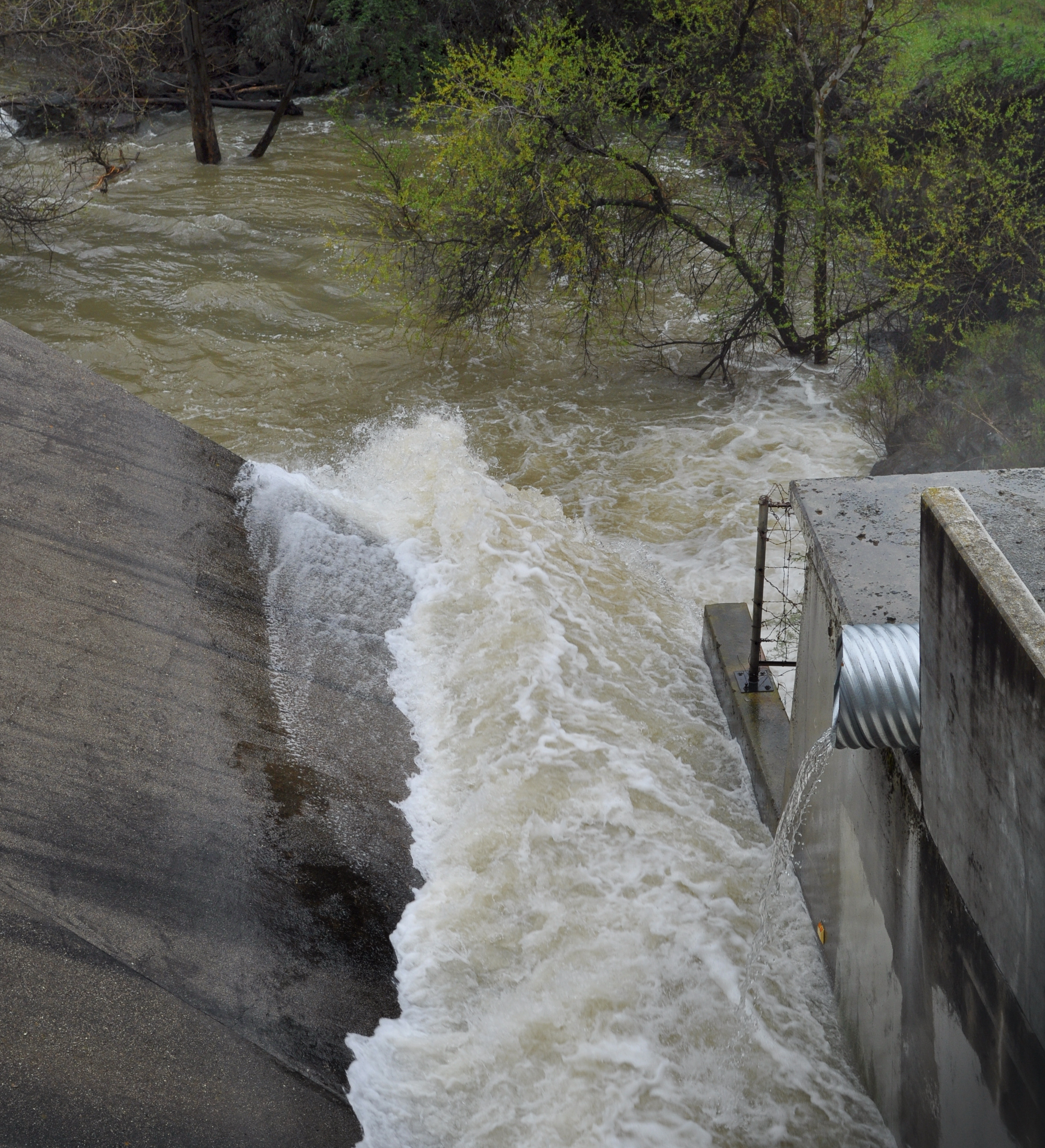
Впадение водосброса в ручей Лос-Гатос